# Simfonijski orkestar Praškog radija
Simfonijski orkestar Praškog radija (češ. Symfonický orchestr Českého rozhlasu) je češki simfonijski orkestar iz grada Praga. 

## Povijest
Orkestar je osnovan u Čehoslovačkoj u svibnju 1923. godine, te je ubrzo postao poznat u cijeloj zemlji popularizirajući tako klasičnu glazbu. 1. listopada 1926. orkestar je postao i službeni orkestar Praškog radija, jednog od glavnih medija glavnoga grada države.
1952. orkestar je bio drugi najpopularniji glazbeni ansambl u zemlji, iza Praškog simfonijskog orkestra.
Mnogi su članovi orkestra nakon odlaska iz njega nastavili karijeru u drugim glazbenim asnamblima ili su osnovali vlastite. Tijekom 1960-ih orkestar je imao toliko članova, da je bio podijeljen u dva zasebna orkestra pod upravom Praškog radija: Orkestar praškog radija i Simfonijski orkestar Praškog radija, koji su se nakon pada komunizma ponovno ujedinili u jedan orkestar.

## Dirigenti
- Josef Hrnčíř
- Jiří Stárek
- Václav Neumann
- Franz Konwitschny
- Antonio Pedrotti
- Dean Dixon
- Jean Fournet
- György Léhel
- Otakar Jeremiáš
- Eugene Aynsley Goossens
- Charles Munch

## Vanjske poveznice
- (češ.) (engl.) Službena stranica  Arhivirana inačica izvorne stranice od 8. kolovoza 2007. (Wayback Machine)
- (češ.) Diskografija orkestra
- (češ.) (engl.) Orkestar na stranicama Češkog radija